# Tjuvholmen, Sjundeå
Tjuvholmen är en ö i Finland. Den ligger i Finska viken och i kommunen Sjundeå i den ekonomiska regionen  Helsingfors i landskapet Nyland, i den södra delen av landet. Ön ligger omkring 34 kilometer väster om Helsingfors.
Öns area är 0,9 hektar och dess största längd är 150 meter i sydöst-nordvästlig riktning.